# Creighton (Nebraska)
Pour les articles homonymes, voir Creighton.
Pour l’université, voir Université Creighton.
Creighton est une ville du comté de Knox au Nebraska.
Sa population était de 1 154 habitants en 2010, en diminution.